# جمال أباد (بل دشت)
جمال‌ أباد هي قرية في مقاطعة بل دشت، إيران. عدد سكان هذه القرية هو 38 في سنة 2006.